# 高美琴
高美琴（1951年—），高山族，台湾台东人，中华人民共和国政治人物、第十二届全国政协委员。

任上海市政协副秘书长、台盟上海市委专职副主委。
2013年2月，当选第十二届全国政协委员，代表中华全国台湾同胞联谊会人士。